# Bateria pływająca

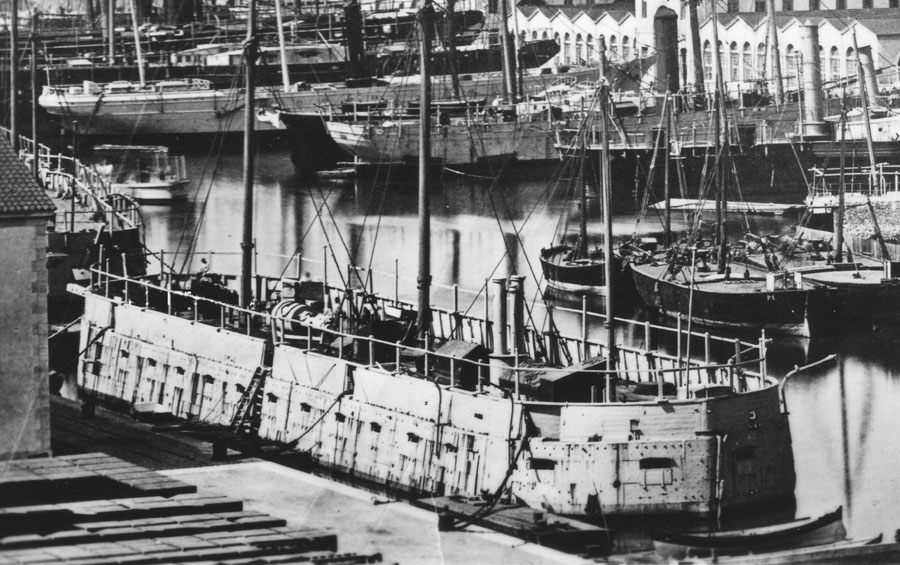
Francuska pancerna bateria pływająca „Lave” z okresu wojny krymskiej

Bateria pływająca – działa umieszczone na stanowisku ogniowym na platformie pływającej, która może być holowana lub posiadać własny napęd. Baterie pływające stosowano dla obrony celów nadbrzeżnych lub do ich atakowania, na wodach przybrzeżnych lub śródlądowych. Po raz pierwszy zastosowane w czasie wielkiego oblężenia Gibraltaru. Specjalnie skonstruowanych, opancerzonych baterii pływających użyli Francuzi do ataku na Kinburn podczas wojny krymskiej. Szerokie zastosowanie znalazły w czasie wojny secesyjnej, zwłaszcza w kampanii na Missisipi. W czasie I wojny światowej Włosi używali silnie uzbrojonych baterii pływających do obrony podejść do Wenecji (ze względu na konstrukcję i własny napęd były one zbliżone do monitorów).
Zasadniczą różnicą między okrętem wojennym, a baterią pływającą jest to, że jeśli w ogóle posiada ona napęd, to umożliwia on na ogół jedynie ograniczone manewrowanie. Z tego powodu baterie takie nie nadają się do operacji na otwartym morzu, a w dłuższych rejsach są na ogół holowane przez inne jednostki.
Także przestarzały lub unieruchomiony, a nawet wpół zatopiony okręt artyleryjski wykorzystywany np. do ochrony portu.

## Specjalnie konstruowane jednostki

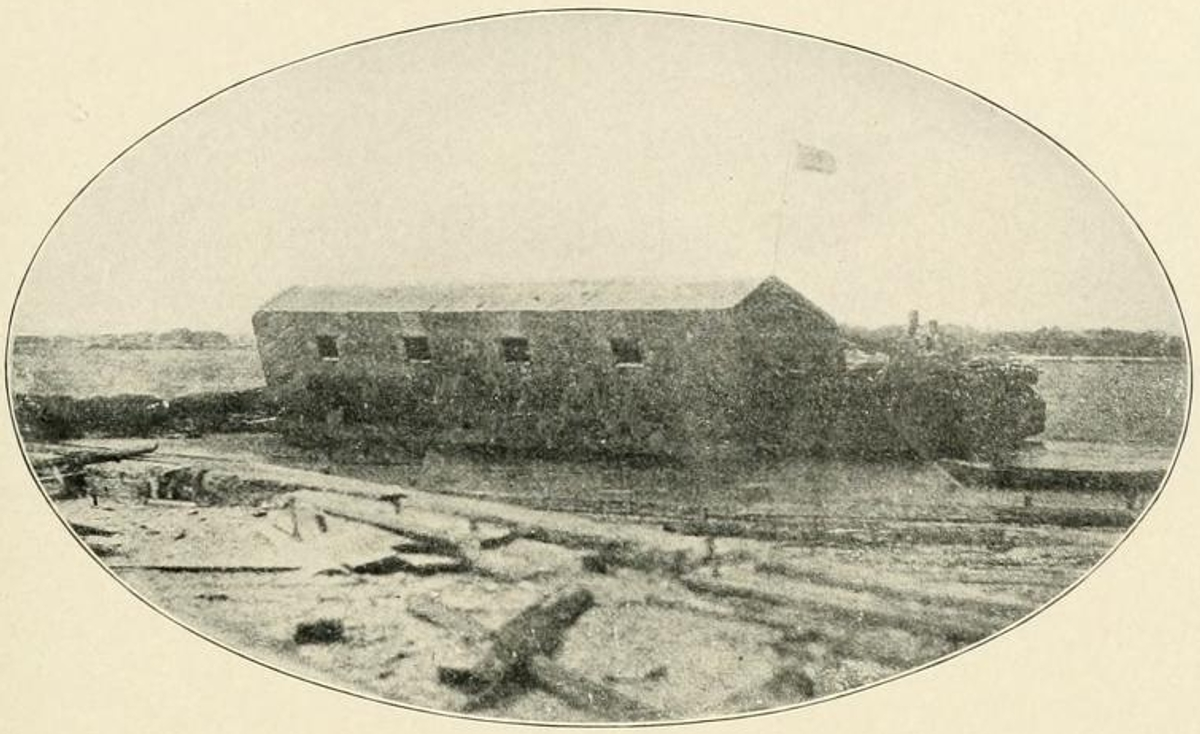
Konfederacka bateria na tratwie (w drewnianej osłonie widać porty działowe) użyta do bombardowania Fortu Sumter

W 1782 podczas oblężenia Gibraltaru Francuzi i Hiszpanie przebudowali 10 starych jednostek według planów Jeana Le Michaud d’Arçona. Usunięto z nich większość takielunku, uzbrojenie (6-21 dział) rozmieszczono tylko na jednej burcie, która w czasie ataku miała być zwrócona ku nieprzyjacielowi. Okręty „opancerzono” pokrywając burtę warstwami desek, piasku i korka; nad pokładem zabudowano osłony z belek drewnianych, warstw starych lin i surowych skór zwierzęcych. Specjalna instalacja pomp i węży miała zapewnić gaszenie pożarów. Balast umieszczony po stronie niezwróconej ku nieprzyjacielowi równoważył ciężar uzbrojenia i osłon, zapewniając jednostkom stateczność. Osłony i instalacje przeciwpożarowe spełniły początkowo swoje zadanie, wytrzymując ostrzał brytyjski, nawet prowadzony rozżarzonymi pociskami. Niestety dla Hiszpanów zła koordynacja ataku i fatalne właściwości nawigacyjne jednostek, które uniemożliwiły im wycofanie się spod ognia, spowodowały ostatecznie ich zagładę.
USS Demologos, pierwszy uzbrojony parowiec marynarki amerykańskiej z 1815 roku był pływającą baterią-katamaranem (opisywany jest też jako fregata parowa). Pół wieku później, w rozpoczynającej wojnę secesyjną bitwie o fort Sumter wzięła udział specjalnie skonstruowana bateria. Miała ona postać wielkiej tratwy (ok. 30 x 7,5 m), na której z jednej strony wzniesiono ścianę z grubych bali, dodatkowo opancerzoną blachą kotłową i szynami kolejowymi (z drugiej strony jednostki umieszczono równoważący balast). W ścianie tej wycięte były cztery strzelnice dla ciężkich dział. Podholowana pod fort bateria wzięła udział w jego ostrzale, a jej konstrukcja okazała się odporna na ogień z fortu.
Podczas wojny krymskiej w 1854 roku Francuzi rozpoczęli budowę pięciu baterii pływających, o drewnianej konstrukcji, ale pokrytych żelaznym pancerzem grubości ok. 100 mm. Jednostki te, o wyporności ok. 1400 ton miały niewielkie zanurzenie (ok. 2,5 m), bardzo ograniczony takielunek i pomocniczy napęd parowy. Ich dzielność morska była bardzo słaba, nie mogły operować na otwartym morzu i wymagały wsparcia regularnych jednostek floty. Niemniej stały się pierwszymi artyleryjskimi okrętami pancernymi użytymi bojowo: ich pancerze sprawdziły się bardzo dobrze podczas ostrzału rosyjskiej twierdzy Kinburn – rosyjski ostrzał wyrządził im minimalne straty i nie pozbawił zdolności bojowej, podczas gdy ich artyleria strzelając z krótkiego dystansu zniszczyła rosyjskie pozycje. Według francuskich planów, podobne jednostki zbudowali następnie Brytyjczycy.

## Przebudowane okręty i hulki

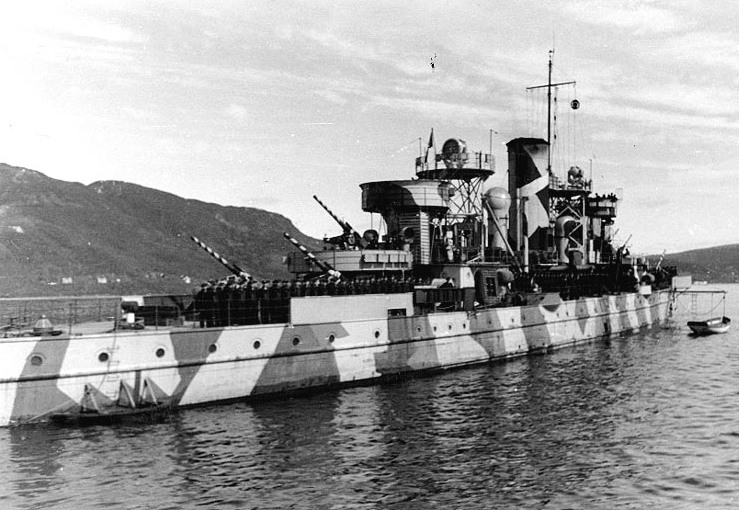
Ex-norweski pancernik „Tordenskjold” jako niemiecka pływająca bateria przeciwlotnicza „Nymphe”

Do roli baterii pływających przystosowywano też stare lub w inny sposób nie w pełni funkcjonalne okręty i jednostki pływające. Wczesnym przykładem była ostatnia galera dożów weneckich „Bucentaur”, którą Austriacy użytkowali jako baterię przed jej rozebraniem w 1824 roku.
W czasie wojny secesyjnej wykorzystywano zarówno specjalnie konstruowane baterie, jak i jednostki projektowane pierwotnie jako pełnoprawne okręty pancerne, dla których brakowało silników, lub były one za słabe. Przykładem takiej jednostki była CSS „Georgia” – jej maszyna parowa miała zbyt małą moc, więc została zakotwiczona jako pływająca bateria do obrony portu Savannah; podobnie CSS „Louisiana”, której silnik także okazał się za słaby, została użyta w charakterze stacjonarnej, pływającej baterii i taką rolę pełniła podczas bitwa o forty Jackson i St. Philip. W czasie bitwy o strategicznie położoną Wyspę Numer 10 obie strony użyły baterii pływających: Konfederaci zakotwiczyli koło wyspy baterię przerobioną z pływającego doku; siły Unii zbudowały swoją, łącząc trzy barki węglowe, na zewnętrznych ustawiając beczki i bale bawełny jako osłonę przed pociskami, na środkowej umieszczając nadbudówkę z grubych bali drewnianych, w której znajdowały się stanowiska dla dział.
Do roli pływających baterii, głównie do ochrony portów, wykorzystywali swoje stare pancerniki Włosi w czasie I wojny światowej: przykładowo funkcję taką pełniła „Italia” w latach 1914–1917, „Andrea Doria” (jako GR-104) w 1915-1918 w Brindisi i „Re Umberto” (wpierw w Brindisi, potem w Valonie). W czasie II wojny światowej uszkodzony przez bomby podczas operacji Paravane pancernik „Tirpitz” został przeholowany przez Niemców w pobliże Tromsø by służyć jako bateria wobec spodziewanej alianckiej inwazji na Norwegię. 
Innym typem baterii pływających, także z okresu II wojny światowej, były okręty przeciwlotnicze. Przykładowo, Niemcy przebudowali na pływające baterie przeciwlotnicze (Schwimmende Flakbatterie)  zarówno jednostki zdobyczne (np. norweskie pancerniki obrony wybrzeża „Harald Haarfagre” i „Tordenskjold”), jak i własne stare krążowniki (np. „Arcona”). Z ośmiu tak przebudowanych jednostek tylko trzy zachowały maszynownie i zdolność samodzielnego poruszania się.